# Ljubavna cestica
Ljubavna cestica je turističko-rekreativna staza u Crikvenici.  
Na području Sopaljske izgradio se sustav staza 1930-ih godina 20. stoljeća. Zbog velikoga broja mladih ljubavnih parova, koji su se ovdje šetali, nastao je naziv ljubavna cestica. 
Ne zna se točno, tko je osmislio projekt, ali se smatra da su to bili Ante Premužić i Alfons Kauders, dva cijenjena šumarska stručnjaka. Ante Premužić je bio direktor šumarske direkcije na Sušaku, autor projekta "Osnove za turističko i gospodarsko uređenje okolice primorskih kupališta i ljetovališta Crikvenice, Selca i Novog" te autor glasovite Premužićeve staze na Velebitu. Alfons Kauders osnovao je u Crikvenici 1908. godine prvi šumski rasadnik u Hrvatskoj i jedan od prvih u Europi. Njima dvojici u realizaciji ljubavne cestice pomogli su crikvenički vrtlari, koje je vodio Franjo Brož. 
Ljubavnom cesticom služili su se stanovnici Crikvenice i turisti. Poslije Drugoga svjetskoga rata bila je zapuštena i pomalo zaboravljena.
Društvo Crikveničana započelo je volonterski obnovu ljubavne cestice u rujnu 1999. godine. Radovi su trajali do 2002. godine. Obnova se nastavila 2009., sredstvima Primorsko-goranske županije.       
Okolica ljubavne cestice bogata je submediteranskim raslinjem. Od drveća rastu: hrast medunac, bijeli grab, crni jasen, crni grab, crni bor, alepski bor, maklen, himalajski cedar i dr. Od ostalih vrsta grmlja i raslinja javljaju se: rašeljka, klen, smrika, drača, drijen, veprina, vrijesak, visibaba, bršljan, ljubičica i šumska ciklama. 
Na prostoru ljubavne cestice nalazi se gradina Badanj, najstariji spomenik srednjovjekovne gradnje utvrda na tom području. U blizini se nalaze ruševine crkve Sv. Duha iz 12. stoljeća. Iznad gornje trase ljubavne cestice nalazi se vrelo "Pod veli kamnik", izvor vode koji je presušio nakon potresa 1916. godine.